# محمد حمد البراك
محمد حمد ناصر البراك المطيري (1930 - 19 سبتمبر 2000) ، نائب سابق في مجلس الأمة الكويتي، وهو والد النائب السابق  مسلم محمد البراك، ووالد براك محمد البراك الذي شارك في انتخابات المجلس الوطني في عام 1990 ، والأخ الاكبر لنائب رئيس مجلس الوزراء وزير النفط وزير الدولة للشؤون الاقتصادية والاستثمار الدكتور سعد البراك.

## حياته السياسية
بدأ عمله السياسي مبكرا وشارك في الحياة النيابية منذ المجلس التشريعي الأول عام 1963 ممثلا عن الدائرة الرابعة ثم في المجلس التشريعي الثاني عن ذات الدائرة ثم المجلس الخامس ممثلا عن الدائرة ال16 وكان عضوا في لجنة تنقيح الدستور عام 1980.

## حياته البرلمانية
خاض انتخابات مجلس الأمة الكويتي 1963 في الدائرة الرابعة وحصل على 684 صوت وحل بالمركز الثاني وفاز بالانتخابات ، وشارك في انتخابات مجلس الأمة الكويتي 1967 في الدائرة الرابعة، وحصل على 744 صوت وحل بالمركز الثالث وفاز بالانتخابات ، وشارك في انتخابات مجلس الأمة الكويتي 1971 في الدائرة الرابعة، وحصل على 867 صوت وحل بالمركز الثاني وفاز بالانتخابات ، وشارك في انتخابات مجلس الأمة الكويتي 1975 في الدائرة الرابعة، وحصل على 878 صوت وحل بالمركز السادس وخسر بالانتخابات ، وشارك في انتخابات مجلس الأمة الكويتي 1981 في الدائرة السادسة عشر، وحصل على 337 صوت وحل بالمركز الأول وفاز بالانتخابات ، وشارك في انتخابات مجلس الأمة الكويتي 1985 في الدائرة السادسة عشر، وحصل على 615 صوت وحل بالمركز الثالث وخسر بالانتخابات.

## وفاته
توفي محمد حمد البراك بتاريخ 19 سبتمبر من عام 2000 عن عمر ناهز 70 عاما.